# MZKT-7401
Der MZKT-7401 (russisch МЗКТ-7401) ist eine schwere Sattelzugmaschine mit Allradantrieb des belarussischen Herstellers Minski Sawod Koljosnych Tjagatschei (russisch Минский завод колёсных тягачей, kurz MZKT bzw. МЗКТ, auf Deutsch Minsker Radschlepperwerk). Der vierachsige Lastwagen wird seit 2004 produziert und ist zum Ziehen von Sattelaufliegern mit einem Gesamtgewicht von knapp 70 Tonnen ausgelegt. Das Fahrzeug wird sowohl militärisch als Panzertransporter als auch zivil genutzt.

## Fahrzeuggeschichte
Das Minski Sawod Koljosnych Tjagatschei begann 2004 mit der Fertigung des MZKT-7401. Er ist für 43,8 Tonnen zulässiges Gesamtgewicht der Zugmaschine ausgelegt und kann Auflieger mit einem Gesamtgewicht von 69 Tonnen befördern. Wie viele andere Fahrzeuge des Herstellers hat der Lastwagen Allradantrieb, alle vier Achsen sind einzeln bereift.
Als Antrieb dient bei aktuellen Exemplaren ein V8-Viertakt-Dieselmotor vom Typ JaMZ-7511.10, der im Jaroslawski Motorny Sawod gefertigt wird. Bei 14,86 Litern Hubraum leistet er 400 PS (294 kW) und hat ein Nenndrehmoment von 1715 Nm. Er erfüllt die Euro-2-Abgasnorm und ist für 800.000 Kilometer Lebensdauer ausgelegt. Der Lkw hat ein mechanisches Schaltgetriebe mit neun Vorwärtsgängen und einem Rückwärtsgang. Die Bremsanlage arbeitet mit Druckluft und ist mit ABS ausgestattet. Die Kabinen wurden vom Minski Awtomobilny Sawod zugeliefert und entsprechen jenen des MAZ-5336. Sie werden in gleicher Optik auch bei anderen Lastwagen des Herstellers verwendet. Im Inneren befinden sich zwei Sitzplätze und zwei Schlafplätze.
Die Lastwagen sind technisch für eine Zuladung (Sattellast) von 27 Tonnen bei etwa 16,7 Tonnen Eigengewicht ausgelegt. Ist das Fahrzeug voll ausgelastet, beträgt die Achslast hinten jeweils 12,6 Tonnen und damit mehr, als zum Beispiel in Deutschland im öffentlichen Straßenverkehr zulässig wäre. Die Achslast des Sattelaufliegers MZKT-937830, der in Verbindung mit dem Fahrzeug genutzt wird, beträgt sogar 23 Tonnen. Anders als andere Sattelzugmaschinen des Herstellers ist der Lkw jedoch maximal 2,55 m breit und überschreitet damit nicht die auch in der Europäischen Union zulässigen Abmaße für Nutzfahrzeuge.
MZKT bietet mittlerweile ähnliche Fahrzeuge mit moderneren Motoren und Kabinen an. Außerdem wird mit dem MZKT-7429 ein technisch ähnliches Fahrzeug angeboten, das aber größer und mit einem leistungsfähigeren Motor ausgestattet ist.

## Technische Daten
Für den aktuellen MZKT-740100 in Verbindung mit dem Sattelauflieger MZKT-937830, wie sie der Hersteller Mitte 2018 anbot.
- Motor: Achtzylinder-Viertakt-Dieselmotor
- Motortyp: JaMZ-7511
- Leistung: 400 PS (294 kW) bei 1900 min−1
- Hubraum: 14.860 cm³
- Bohrung: 130 mm
- Hub: 140 mm
- Drehmoment: 1715 Nm
- Lebensdauer: 800.000 km
- Motorgewicht: 1250 kg
- Getriebetyp: mechanisches Neunganggetriebe mit Rückwärtsgang
- Höchstgeschwindigkeit: 80 km/h
- Tankinhalt: 800 l
- Bremse: Zweikreis-Druckluftbremse mit ABS
- Bordspannung: 24 V
- Batterien: 2 × 190 Ah
- Antriebsformel: 8×8

Abmessungen und Gewichte
- Länge: 8950 mm
- Breite: 2550 mm
- Breite über Außenspiegel: 2940 mm
- Höhe: 3625 mm
- Radstand: 1900 + 2800 + 1500 mm
- Spurweite vorne: 2050 mm
- Spurweite hinten: 2070 mm
- Bodenfreiheit: 380 mm
- Länge des Lastzugs: 21.375 mm
- Wendekreis: 25 m
- Reifengröße: 16,00R20
- Höhe Sattelplatte: 1850 mm
- Leergewicht Zugmaschine: 16.650 kg
- zulässige Sattellast: 27.000 kg
- zulässiges Gesamtgewicht Zugmaschine: 43.800 kg
- Leergewicht Auflieger: 21.000 kg
- Zuladung Auflieger: 48.000 kg
- zulässiges Gesamtgewicht Auflieger: 69.000 kg
- Gesamtgewicht Sattelzug: 85.650 kg
- Achslast Zugmaschine vorne: 2 × 9300 kg
- Achslast Zugmaschine hinten: 2 × 12.600 kg
- Achslast Auflieger: 2 × 23.000 kg